# Virulencia
A virulencia az élősködő életmódot folytató, parazitikus lények (vírusok, baktériumok vagy eukarióták) képessége a megfertőzött gazdaegyed túlélési és szaporodási sikerének, azaz fitneszének csökkentésére. Szemben a patogenitással, mely az orvosi-állatorvosi kórokozó képességre utal, a virulencia tehát evolúciós-ökológiai szempontból jellemzi a fertőzés hátrányos voltát. Egy fertőzés virulens jellege számos különböző okra vezethető vissza, pl.:
- mechanikai roncsolás a gazdaszervezetben,
- a felvett táplálék csökkent hasznosulása,
- más, párhuzamos fertőzéseknek való fokozottabb kitettség,
- ivari versengés során jelentkező hátrány,
- csökkent ivadékgondozó képesség,
- patogén hatás, tehát az orvosi értelemben vett betegség kialakulása.

A virulencia fogalma jelentősen átfed a patogenitás fogalmával, de nem azonos vele. 
Definíció szerint minden parazita virulens (vagy legalábbis ez feltételezhető róla), ugyanakkor a legtöbb parazita fertőzés nem patogén, tehát nem okoz betegséget.
A patogenitás mértéke a különböző gazda-parazita fajpáron belül igen eltérő lehet, de még azonos fajpáron belül is gyors evolúciós változásokat mutathat.